# 지산면
지산면(智山面)은 대한민국 전라남도 진도군에 있는 면이다.

## 행정 구역
| 법정리 | 한자명 | 행정리                                             | 비고            |
| ------ | ------ | -------------------------------------------------- | --------------- |
| 가치리 | 加峙里 | 가치리, 상봉암리, 하봉암리(-蜂岩里, 벌바위골)      |                 |
| 가학리 | 加鶴里 | 가학리, 세방리(細方里), 세포리(細浦里)             |                 |
| 거제리 | 巨濟里 | 거제리                                             |                 |
| 고야리 | 古野里 | 상고야리, 하고야리                                 |                 |
| 관마리 | 觀馬里 | 관마리                                             |                 |
| 길은리 | 吉隱里 | 길은리, 고길리(古吉里), 용동리(龍洞里)             |                 |
| 보전리 | 寶田里 | 상보전리, 하보전리, 갈두리(葛頭里, 칡머리)         |                 |
| 삼당리 | 三堂里 | 외삼당리, 내삼당리                                 |                 |
| 소포리 | 素浦里 | 소포리, 안치리(鞍峙里, 질매재)                     |                 |
| 송호리 | 松湖里 | 송호리, 유목리(柳木里)                             |                 |
| 심동리 | 深洞里 | 상심동리, 하심동리, 수양리(垂楊里), 마사리(馬沙里) |                 |
| 앵무리 | 鸚鵡里 | 소앵무리, 대앵무리, 백연리(白蓮里)                 |                 |
| 오류리 | 五柳里 | 오류리, 월촌리(月忖里), 대천리(大川里)             |                 |
| 와우리 | 臥牛里 | 와우리, 금노리(金老里, 쇠누동)                     |                 |
| 인지리 | 仁智里 | 인천리(仁川里), 독치리(禿峙里, 민둥재골)           | 면사무소 소재지 |

## 교육
- 지산중학교
- 지산중학교

## 문화
- 남도들노래 (중요무형문화재 제 51호)
- 진도만가 (무형문화재 제 19호)